# René Boulanger
René Boulanger (22. april 1895 – 12. august 1949) var en fransk gymnast som deltog under OL 1920 i Antwerpen. 
Boulanger vandt en bronzemedalje i gymnastik under OL 1920 i Antwerpen. Han var med på det franske hold som kom på en tredjeplads i holdkonkurrencen i multikamp.